# 喀山校园枪击事件
2021年5月11日，俄罗斯鞑靼斯坦共和国喀山市发生了一起校园枪击爆炸事件。事件造成9人死亡（包括7名八年级学生和2名教师），另有23人受伤，所有遇难者均死于枪击。枪手为19岁的伊尔纳兹·加利亚维耶夫，被确认为该校的前学生。他于5月12日对多项谋杀罪名认罪，并于2023年4月被判处无期徒刑。

## 事件经过
枪击案发生在位于喀山市第175文理中学（俄语：Гимназия № 175）。案发时，该校共有714名学生和70名教职员工在场。
在袭击前，加利亚维耶夫曾空手来到学校，但未被允许进入。上午9点24分（莫斯科时间，协调世界时6点24分），他被学校入口处的刷卡门禁系统拦下。当一名工作人员试图阻止他进入时，他向该工作人员射击。受伤的工作人员在9点25分按下了警报按钮，触发校园警报并通知了执法部门。警报声响起后，教师迅速锁上了教室的门， 校内广播系统也通知教师关闭教室门以保护学生。
随后，加利亚维耶夫前往不同教室，但大部分教室因广播通知已被锁上。他在走廊中开枪，射杀了一名教师。接着，他在一楼的英语教室附近引爆了一枚自制炸弹，后移动到二楼，在卫生间内重新装填弹药，并杀害了另一名教师。
加利亚维耶夫接下来前往三楼，闯入310教室，枪杀了7名学生。枪击过程中共发射约17发子弹。他尝试进入三楼的其他教室，但所有教室均已锁上。子弹耗尽后，加利亚维耶夫试图离开学校，但警方已在9点33分到达现场。 学校在20分钟内完成了紧急疏散。
校园内外的视频片段被发布到了社交媒体上，显示学生们从教室窗户逃生、走廊中散落的个人物品，以及一名男子被警方控制的画面。
消防员在学校三楼救出了23名被困人员。

## 受害者
枪击案共造成9人死亡，包括7名八年级学生和2名教师。事发后，该校一名学生因受事件影响而自杀。
共有23人受伤，其中包括20名年龄在7至15岁之间的学生和3名成年人。至少有7名学生因枪伤被送往医院接受治疗。俄罗斯紧急情况部出动伊尔-76运输机，将包括5名学生在内的9名伤者从喀山转移至茹科夫斯基。飞机降落后，伤者被救护车送往莫斯科的医院。其中一名学生在手术后被接入人工通气机。

## 行凶者
伊尔纳兹·雷纳托维奇·加利亚维耶夫（Ilnaz Renatovich Galyaviev，鞑靼语：Илназ Галәвиев；俄语：Ильназ Ренатович Галявиев），2001年9月11日出生，案发时19岁，居住于喀山市。加利亚维耶夫于2017年从第175文理中学毕业，于2021年4月因成绩不佳被喀山TISBI管理大学开除。他此前没有任何犯罪记录。
枪击案当天早上，加利亚维耶夫在Telegram上发布了一张佩戴写有“上帝”字样口罩的自拍照，并附言：“今天我要杀死大量生物垃圾，然后自杀。”
他原本计划在5月6日实施袭击，但因总统普京宣布该日为休息日，学校5月11日才重新开放。
加利亚维耶夫被安排进行心理和精神病学评估，预计将耗时至少两个月。加利亚维耶夫此前曾接受过精神健康检查，并在枪击案发生一年前被检测出有部分大脑萎缩现象，但他未被正式列入精神病患者档案。他的家人也曾注意到他的攻击性行为有所增加。然而，在5月12日的庭审中，他否认自己患有严重疾病。
加利亚维耶夫使用的是一支Hatsan Escort PS Guard半自动霰弹枪，于2021年4月14日注册。他在持枪许可证发放两天后获得了该武器。此外，他在互联网上查找了自制炸弹的配方，并制作了两枚炸弹，一枚留在了公寓内，另一枚带到了学校。
在被拘留期间，加利亚维耶夫声称在其住址放置了炸弹。但警方在现场搜查时未发现爆炸物，只带走了相关证据。

### 法律程序
2021年5月12日，加利亚维耶夫根据《俄罗斯刑法典》第105条第2款，以“谋杀两人及以上”罪名认罪，该罪名最高可判处终身监禁。
2021年12月10日，他正式被指控。检方根据刑法指控他犯有多项罪行，包括以极端危险方式杀害两人及以上（包括未成年人）、谋杀未遂、制造爆炸装置、故意破坏财产等。
被捕后，加利亚维耶夫被送往莫斯科，在V.P.谢尔布斯基国立社会和法庭精神病学研究中心接受司法精神鉴定。2021年7月，有媒体报道他被认定为精神失常，但俄罗斯调查委员会否认了这一说法。其律师弗拉基米尔·博格丹（Vladimir Bogdan）称，截至2021年11月16日，第二次精神鉴定结果表明，加利亚维耶夫在犯罪时具有完全的行为能力。俄罗斯联邦调查委员会主席亚历山大·巴斯特里金（Alexander Bastrykin）解释称，首次鉴定结果未考虑到“哥伦拜恩亚文化”思想对他的影响。为此，调查机构邀请了更广泛的专家团队，并提交了更多证据，证明加利亚维耶夫的动机是模仿其他类似案件。
2022年11月9日，对加利亚维耶夫的庭审正式开始。
庭审期间，检方公布了对第175文理中学校园内外监控视频的分析结果。调查人员表示：“在观看学校监控录像时，并未发现有其他人员与被告加利亚维耶夫共同实施犯罪，或协助其携带武器和弹药、清除障碍、掩盖犯罪痕迹等情况。”
2023年4月10日，加利亚维耶夫在法庭上作出最后陈述，他表示自己不认为自己是“神”，并声称他将写一本书，向遇难者家属支付赔偿。2023年4月13日，莫斯科时间上午10点，法院作出判决：加利亚维耶夫被判处终身监禁，在特殊管制刑事监狱服刑。

## 事件后续

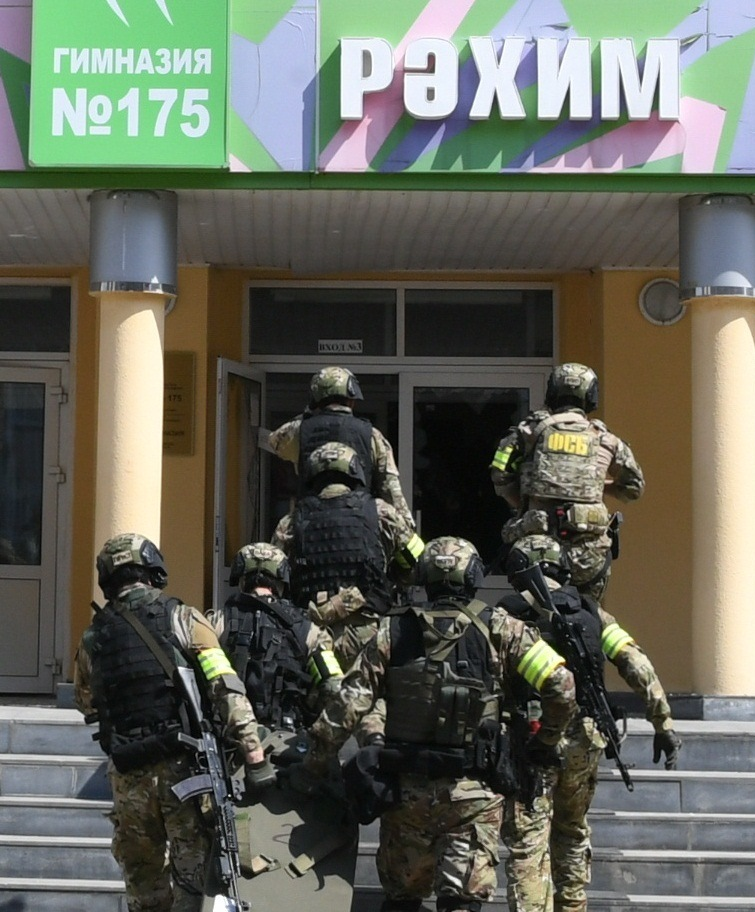
枪击发生后，俄罗斯联邦安全局成员进入第175文理中学

枪击案发生后，俄罗斯联邦安全局（FSB）人员进入第175文理中学进行调查。喀山市当天的所有下午班课程被取消，各学校入口加强了管控措施。莫斯科多所学校使用警犬进行搜查，但未发现可疑物品。
第175文理中学的学生计划于5月17日在附近的学校复课，原校区将进行修缮。枪击案发生后，学校区域被设为反恐行动管制区，至当日下午15时47分解除。此外，5月12日被定为哀悼日，所有5月11日和12日的文化和娱乐活动皆被取消。
鞑靼斯坦政府向每个遇难者家庭发放了100万卢布（约合13,578美元）的赔偿金。受重伤的6名伤者每人获得了40万卢布（约合5,431美元），并计划向其他受伤者家庭发放20万至40万卢布不等的补助金。俄罗斯红十字会为枪击案受害者筹集了62,777,390卢布（约合852,375美元）。

### 枪支管控提案
俄罗斯总统普京向遇难者家属表示慰问，并指示政府收紧枪支管控法律。国家杜马安全与反腐委员会主席瓦西里·皮斯卡列夫（Vasily Piskarev）表示，针对枪支许可申请的更严格限制草案将在5月12日由工作组讨论，并可能于5月18日进行一读。
该草案于2020年12月提交国家杜马，草案规定：有两次或以上刑事犯罪记录者或因醉驾被捕者将被禁止获得持枪许可。
“统一俄罗斯”党总委员会秘书安德烈·图尔恰克（Andrey Turchak）强调，需加大对枪支流通的立法力度，并探索更好的校园安全保护措施。国家杜马主席维亚切斯拉夫·沃洛金（Vyacheslav Volodin）表示，有必要建立防止心理不稳定者获取枪支的程序，并加大对非法获取枪支许可的责任追究力度。
俄罗斯人权事务专员塔季扬娜·莫斯卡尔科娃（Tatyana Moskalkova）建议将合法持枪年龄提高至21岁。
俄罗斯国民警卫队司令维克托·佐洛托夫（Viktor Zolotov）提议，在申请枪支许可时进行强制心理测试，并支持将持枪许可年龄提高至21岁。

### 其他立法提案
沃洛金指出，此次枪击事件暴露了对网络匿名性问题的讨论需求，以减少极端主义和暴力内容的传播。